# Melanesobasis maculosa
Melanesobasis maculosa là một loài chuồn chuồn kim trong họ Coenagrionidae.
Loài này được xếp vào nhóm loài thiếu dữ liệu trong sách Đỏ của IUCN năm 2007.
Melanesobasis maculosa được Donnelly miêu tả khoa học năm 1984.